# Miles Davis and the Modern Jazz Giants
Miles Davis and the Modern Jazz Giants è un album di Miles Davis pubblicato dalla Prestige Records nel 1959.

## Il disco
Un album dal titolo praticamente identico, che sulla copertina riporta Miles Davis & the Modern Jazz Giants e i nomi dei principali musicisti che parteciparono alle registrazioni, fu pubblicato dalla Prestige nel settembre del 1957 e fu uno dei rari esempi di long playing realizzato per essere riprodotto a 16 ⅔ giri al minuto, approssimativamente la metà della normale velocità di rotazione dei classici 33 giri.
Il vantaggio di questi tipi di dischi era la maggior quantità di musica che si riusciva a raccogliere in unico supporto che era comunque delle normali dimensioni di un LP di 12" e che, nelle intenzioni dei produttori, avrebbe potuto contenere fino a due ore di musica. Tecnicamente il progetto coinvolse l'allora tecnico del suono della Prestige Rudy Van Gelder, proprietario dello studio dove venivano incisi la maggior parte dei dischi della label (e quelli della concorrente Blue Note Records). Nello stesso periodo fu annunciata la disponibilità di giradischi in grado di riprodurre questo tipo di supporti.
La Prestige di Bob Weinstock progettò nel settembre del 1957 di produrre otto dischi di questo tipo, quattro iniziali contenenti materiale già edito o inedito, ma comunque proveniente dal suo catalogo, e altri quattro, previsti per il dicembre, con materiale nuovo. In realtà, visti i riscontri, furono prodotti alla fine solo sei dischi. Del primo gruppo facevano parte, oltre a un disco dedicato a Davis, anche una raccolta di Milt Jackson e del Modern Jazz Quartet di John Lewis, una del pianista Billy Taylor e una dedicata ai trombonisti J.J. Johnson, Kai Winding e Bennie Green intitolata Trombone by Three e impreziosita da una copertina disegnata da Andy Warhol.
Nel disco di Miles Davis, della durata di oltre 82 minuti, furono inseriti brani registrati in due diverse sessioni del 1954 con due diverse formazioni. La prima, del 29 giugno, fu realizzata con Sonny Rollins al sassofono tenore, Horace Silver al pianoforte e con la sezione ritmica formata da Percy Heath e Kenny Clarke. Le quattro composizioni, tra le quali le celebri Airegin e Oleo di Rollins che rimasero per anni nel repertorio di Davis, erano già state pubblicate in precedenza nell'album a 10" Miles Davis with Sonny Rollins nel 1954. In questa nuova raccolta fu però aggiunta anche una versione alternativa di But Not for Me di Gershwin.
Il secondo gruppo di brani fu registrato il 24 dicembre con il vibrafonista Milt Jackson, con Thelonious Monk al pianoforte e sempre Heath al contrabbasso e Clarke alla batteria. Anche in questo caso le tracce erano già state pubblicate originariamente dalla Prestige in due LP da 10" intitolati rispettivamente Miles Davis All Stars Vol. 1 e Miles Davis All Stars Vol. 2 usciti nel corso del 1955 e per questa raccolta furono inserite versioni alternative inedite di Bag's Groove, composta da Jackson, e di un altro standard di Gershwin, The Man I Love.
Alla fine del 1957 una parte del materiale incluso nel disco a 16 giri fu pubblicato anche nel 12" a 33 giri Bags' Groove, che conteneva tra le altre entrambe le versioni dell'omonima composizione di Jackson. Nel 1959 il resto fu incluso in un altro 33 giri intitolato Miles Davis and the Modern Jazz Giants che aveva una copertina diversa rispetto all'originale e che conteneva, in più, una versione inedita di 'Round Midnight, incisa alla fine del 1956 dal quintetto di Davis con John Coltrane durante la sessione finale per la Prestige dalla quale derivarono Cookin' with the Miles Davis Quintet e i successivi dischi della stessa serie.
Scomparso velocemente, il disco a 16 giri fu sostituito nel catalogo Prestige da Bag's Groove e dal Miles Davis and the Modern Jazz Giants a 33 giri che furono poi ristampati varie volte e pubblicati in seguito su CD divenendo parte della discografia ufficiale di Miles Davis.
La sessione del dicembre 1954 fu l'unica in studio di Davis con Thelonius Monk e fu abbastanza tempestosa. Durante Bag's Groove Davis chiese al pianista di non suonare sotto i suoi assoli perché diceva che il modo di suonare di Monk non andava bene. I due litigarono pare furiosamente. Sia Davis nella sua autobiografia, sia Monk in un'intervista, sia il giornalista e critico musicale Ira Gitler, autore delle note di copertina di Bags' Groove, smentirono però che si fosse arrivati ad uno scontro fisico tra i due. Davis disse infatti che non avrebbe mai fatto a pugni con Monk, che era gigantesco, lo scontro non avrebbe infatti avuto storia. Nel primo take di The Man I Love si sente una falsa partenza in cui Monk chiede quando deve cominciare a suonare e un esasperato Davis che, rivolto al tecnico Van Gelder dice: «Hey Rudy, put this on the record - all of it!» («Hey Rudy, mettilo sul disco. Tutto quanto!»).

## Tracce

### LP a 16 giri
Lato A
1. Bemsha Swing - (Thelonious Monk, Denzil Best) - 9:30
2. The Man I Love (Take 2) - (George Gershwin, Ira Gershwin) - 7:57
3. Airegin - (Sonny Rollins) - 4:57
4. Óleo - (Sonny Rollins) - 5:10
5. Bags' Groove (Take 1) - (Milt Jackson) - 11:12

Lato B
1. Bags' Groove (Take 2) - (Milt Jackson) - 9:20
2. But Not For Me (Take 2) - (George Gershwin, Ira Gershwin) - 4:34
3. Doxy - (Sonny Rollins) - 4:51
4. But Not for Me (Take 1) - (George Gershwin, Ira Gershwin) - 5:42
5. The Man I Love (Take 1) - (George Gershwin, Ira Gershwin) - 8:29
6. Swing Spring - (Miles Davis) - 10:44

- Tracce 3 e 4 Lato A e 2, 3 e 4 Lato B registrate il 26 giugno 1954, Rudy Van Gelder Studio, Hackensack, New Jersey
- Tracce 1, 2 e 5 Lato A e 1, 5 e 6 Lato B registrate il 24 dicembre 1954, Rudy Van Gelder Studio

### LP a 33 giri
Lato A
1. The Man I Love (Take 2) - (George Gershwin, Ira Gershwin) - 7:57
2. Swing Spring - (Miles Davis) - 10:44

Lato B
1. 'Round Midnight - (Thelonious Monk, Cootie Williams e Bernie Hanigen) - 5:20
2. Bemsha Swing - (Thelonious Monk, Denzil Best) - 9:30
3. The Man I Love (Take 1) - (George Gershwin, Ira Gershwin) - 8:29

- Tracce 1, 2 Lato A e 2, 3 Lato B registrate il 24 dicembre 1954, Rudy Van Gelder Studio
- Traccia 1 Lato B registrata il 26 ottobre 1956, Rudy Van Gelder Studio

## Formazione
29 giugno 1954
- Miles Davis - tromba
- Sonny Rollins - sassofono tenore
- Horace Silver - pianoforte
- Percy Heath - contrabbasso
- Kenny Clarke - batteria

24 dicembre 1954
- Miles Davis - tromba
- Milt Jackson - vibrafono
- Thelonious Monk - pianoforte
- Percy Heath - contrabbasso
- Kenny Clarke - batteria

1956
- Miles Davis - tromba
- John Coltrane - sassofono tenore
- Red Garland - pianoforte
- Paul Chambers - contrabbasso
- Philly Joe Jones - batteria

## Edizioni
- 1957 – Miles Davis & the Modern Jazz Giants, LP, Prestige Records 16-3, LP a 16 ⅔ gg con 11 tracce
- 1959 – LP, Prestige Records PRLP 7150, LP a 33 ⅓ gg con 5 tracce
- 1989 – CD, Original Jazz Classics Fantasy Records OJCCD 347-2, 5 tracce
- 2008 – CD, Prestige Records Concord Music Group PRCD-30655, 5 tracce, edizione rimasterizzata digitalmente da Rudy Van Gelder
- 2009 – All Miles - The Prestige Albums, CD (x14), Universal Classics & Jazz 0600753217566, Italia, cofanetto che contiene la versione rimasterizzata del 1989
- 2010 – All Miles - The Prestige Albums, CD (x14), Universal Classics & Jazz 0600753315729, Italia, cofanetto che contiene la versione rimasterizzata del 1989

### Singoli e altri album
78 giri
- 1957 – Miles Davis, But Not For Me Pt. 1 & 2, 78gg, Prestige Records PR 915

Long playing 33 giri 10"
- 1954 – Miles Davis with Sonny Rollins, LP 10", Prestige Records PRLP 187
- 1955 – Miles Davis All Stars Vol. 1, LP 10", Prestige Records PRLP 196
- 1955 – Miles Davis All Stars Vol. 2, LP 10", Prestige Records PRLP 200

Long playing 33 giri 12"
- 1969 – Miles Davis and the Modern Jazz Giants, LP, Prestige Records PRLP 7650, contiene tutta la session del 24 dicembre 1954